# Belgeard
Belgeard – miejscowość i gmina we Francji, w regionie Kraj Loary, w departamencie Mayenne.
Według danych na rok 1990 gminę zamieszkiwały 332 osoby, a gęstość zaludnienia wynosiła 26 osób/km² (wśród 1504 gmin Kraju Loary Belgeard plasuje się na 961. miejscu pod względem liczby ludności, natomiast pod względem powierzchni na miejscu 878.).